# زهير الزمزامي
زهير الزمزامي رجل أعمال وسياسي مغربي اُنتُخِب رئيساً لجماعة تمارة، عن حزب التجمع الوطني للأحرار، سنة 2021، خلفاً لموح رجدالي. وشغل منصب رئيس مجلس عمالة الصخيرات تمارة في الفترة ما بين الأعوام 2015 - 2021. أشرف الزمزامي على مهرجان «كايا» بالصخيرات تمارة في دورتي 2017 و2019 وهو مهرجان يهدف إلى التعريف بالمؤهلات الثقافية والتراثية المحلية.